# Chimarra longistylis
Chimarra longistylis är en nattsländeart som beskrevs av Jacquemart och Statzner 1981. Chimarra longistylis ingår i släktet Chimarra och familjen stengömmenattsländor. Inga underarter finns listade i Catalogue of Life.